# Wahlkreis Midlothian (Schottisches Parlament)
| Midlothian            |
| --------------------- |
| Midlothian · Lothians |
| Gebildet              |
| 1999                  |
| Abgeschafft           |
| 2011                  |
| Regionen              |
| Midlothian            |

Midlothian war ein Wahlkreis für das Schottische Parlament. Er wurde 1999 als einer von neun Wahlkreisen der Wahlregion Lothians eingeführt. Im Zuge der Revision im Jahre 2011 wurden die Wahlkreise neu zugeschnitten und der Wahlkreis Midlothian abgeschafft. Die Gebiete gingen großteils in die neuen Wahlkreise Midlothian North and Musselburgh und Midlothian South, Tweeddale and Lauderdale auf. Er umfasste den nördlichen Teil der Council Area Midlothian und entsandte einen Abgeordneten. Bei Zensuserhebung 2001 lebten insgesamt 64.050 Personen innerhalb seiner Grenzen.

## Wahlergebnisse

### Parlamentswahl 1999
| Ergebnisse der Parlamentswahl 1999 | Ergebnisse der Parlamentswahl 1999 | Ergebnisse der Parlamentswahl 1999 | Ergebnisse der Parlamentswahl 1999 |
| Partei                             | Kandidat                           | Stimmen                            | %                                  |
| ---------------------------------- | ---------------------------------- | ---------------------------------- | ---------------------------------- |
| Labour                             | Rhona Brankin                      | 14.467                             | 48,6                               |
| SNP                                | Angus Robertson                    | 8942                               | 30,1                               |
| Liberal Democrats                  | John Elder                         | 3184                               | 10,7                               |
| Conservative                       | George Turnbull                    | 2544                               | 8,6                                |
| Parteilos                          | Douglas Pryde                      | 618                                | 2,1                                |

### Parlamentswahl 2003
| Ergebnisse der Parlamentswahl 2003 | Ergebnisse der Parlamentswahl 2003 | Ergebnisse der Parlamentswahl 2003 | Ergebnisse der Parlamentswahl 2003 | Ergebnisse der Parlamentswahl 2003 |
| Partei                             | Kandidat                           | Stimmen                            | %                                  | ±                                  |
| ---------------------------------- | ---------------------------------- | ---------------------------------- | ---------------------------------- | ---------------------------------- |
| Labour                             | Rhona Brankin                      | 11.139                             | 47,3                               | −1,3                               |
| SNP                                | Graham Sutherland                  | 5597                               | 23,7                               | −6,4                               |
| Liberal Democrats                  | Jacqui Bell                        | 2700                               | 11,5                               | +0,8                               |
| Conservative                       | Rosemary MacArthur                 | 2557                               | 10,9                               | +2,3                               |
| Socialist                          | Bob Goupillot                      | 1563                               | 6,6                                | +6,6                               |
| Wahlbeteiligung: 23.556 (48,75 %)  |                                    |                                    |                                    |                                    |

### Parlamentswahl 2007
| Ergebnisse der Parlamentswahl 2007 | Ergebnisse der Parlamentswahl 2007 | Ergebnisse der Parlamentswahl 2007 | Ergebnisse der Parlamentswahl 2007 | Ergebnisse der Parlamentswahl 2007 |
| Partei                             | Kandidat                           | Stimmen                            | %                                  | ±                                  |
| ---------------------------------- | ---------------------------------- | ---------------------------------- | ---------------------------------- | ---------------------------------- |
| Labour                             | Rhona Brankin                      | 10.671                             | 42,5                               | −4,8                               |
| SNP                                | Colin Beattie                      | 8969                               | 35,7                               | +12,0                              |
| Liberal Democrats                  | Ross Laird                         | 2704                               | 10,8                               | −0,7                               |
| Conservative                       | P. J. Lewis                        | 2269                               | 9,0                                | −1,9                               |
| Had Enough Party                   | George McCleery                    | 498                                | 2,0                                | +2,0                               |
| Wahlbeteiligung: 25.111 (51,98 %)  |                                    |                                    |                                    |                                    |